# Ignacio Jordán Claudio de Asso y del Río
Ignacio Jordán Claudio de Asso y del Río, conegut també pel seu pseudònim Melchor de Azagra (Saragossa, Aragó, 4 de juny de 1742 - ibídem, 21 de maig de 1814), va ser un naturalista, jurista i historiador aragonès. Els centres d'interès d'Asso van ser diversos: filologia, dret, economia, geologia, botànica i zoologia.

## Biografia
Va rebre una excel·lent formació, tant en humanitats com en ciències. Va estudiar grec i llatí en les Escoles Pies de Saragossa i filosofia al col·legi jesuïta de Barcelona fins al 1756. Coneixia i es desenvolupava en àrab, anglès, francès i alemany. A la Universitat de Cervera es va graduar com a batxiller en Arts el 1760 i a la de Saragossa va estudiar Jurisprudència i va obtenir el grau de doctor el 1764.
Comença una brillant carrera com a jurista i viatja per Europa de 1771 a 1775. El 1776 comença la seva carrera diplomàtica: cònsol a Dunquerque, Amsterdam -on adquireix una sòlida formació en economia- i Bordeus. Publica a Madrid, sol o en col·laboració amb el bibliotecari dels Reales Estudios de San Isidro, Miguel de Manuel, diverses obres sobre el dret: Instituciones del Derecho Civil de Castilla (1771), El Fuero Viejo de Castilla (1771) i El ordenamiento de leyes que D. Alfonso XI hizo en las cortes de Alcalá de Henares el año de mil trescientos y cuarenta y ocho (1774). A Europa adquireix una sòlida formació en economia que li permet escriure, anys després, la que probablement és la seva obra més important: Historia de la Economía Política de Aragón (1798).
Durant la seva estada als Països Baixos va publicar obres de diferent índole i algunes d'elles de caràcter biològic en relació amb la seva terra aragonesa: Synopsis estirpium indigenarum Aragoniae (1779), Mantissa stirpium indigenarum Aragoniae (1781), Enumeratio stirpium in Aragonia noviter detectarum (1784) i sobretot Introductio in Oryctographiam, et Zoologiam Aragoniae. Accedit Enumeratio stirpium in eadem Regione noviter detectarum (1784) que vol ser un inventari complet de la geologia, flora i fauna del Regne d'Aragó. És un dels primers científics espanyols que segueix el sistema binomial de Carl von Linné.
Com naturalista va classificar i va descriure, segons el sistema de Linné, més d'un miler de vegetals diferents, 160 d'aquests eren espècies autòctones d'Aragó; també va fer el mateix amb més de 500 espècies d'insectes i altres animals. D'aquesta manera va fer que Aragó fos la primera regió espanyola que va disposar d'un catàleg biològic segons el sistema de Linné. Asso no va donar el nom linneà a les espècies que va descriure; si ho hagués fet, seria el "pare científic" d'algunes d'aquestes.
Va tornar a la seva ciutat natal el 1791 i des de 1797 fins a 1802 va continuar la seva activitat científica, ara a la Reial Societat Econòmica Aragonesa (1797- 1802), en la qual va ser director de les càtedres de Química i Botànica. A més, va escriure obres sobre agricultura, botànica i ciències naturals en general.
El 1801 va publicar en el número 10 dels Anales de Ciencias Naturales un article titulat "Introducción a la ichthyología oriental de España", en el qual va descriure diverses espècies de peixos, dues d'aquestes per primera vegada: la corbina o perca regia Argyrosomus regius i el peix frare o rabosa de riu Salaria fluviatilis.
Va traduir nombrosos textos, principalment de l'època musulmana d'Aragó. Va contribuir a popularitzar a Espanya a nombrosos autors estrangers com Galeno, Euclides, Newton, Descartes, Lamarck, etc.
Va morir a Saragossa el 21 de maig de 1814.
Va ser soci i partícip de la Reial Societat Econòmica Aragonesa d'Amics del País, contribuint en el seu desenvolupament i contactes a l'exterior.

## Epònims
- (Sterculiaceae) Assonia Cav.[3]
- (Amaryllidaceae) Narcissus assoanus Dufour ex Schult. & Schult.f.